# مورخ

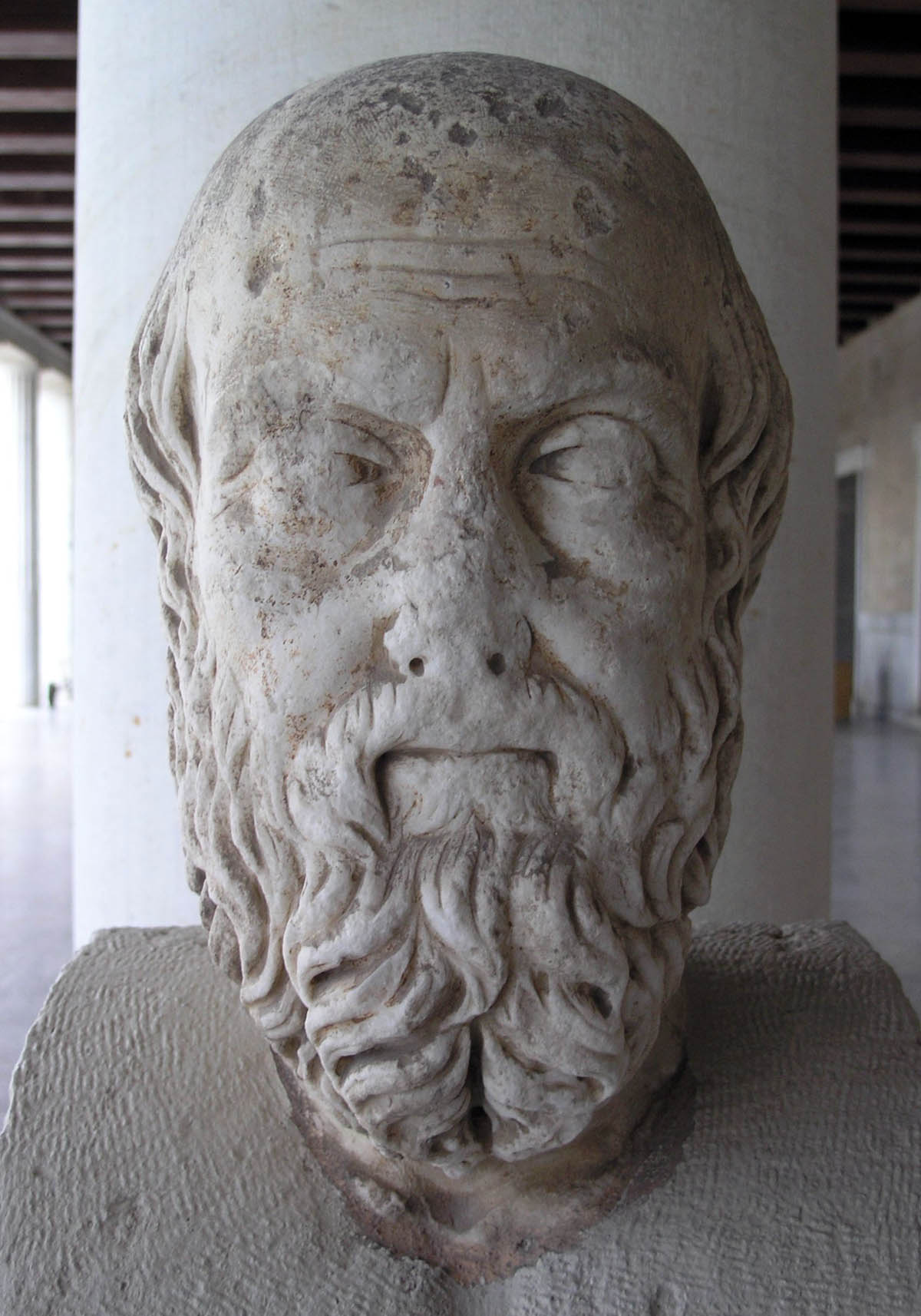
هرودوت مورخ برجستهٔ یونانی قرن پنجم پیش از میلاد؛ از اولین مورخانی که اثرش برجای مانده‌است

مورخ یا تاریخ‌نگار در خصوص گذشته مطالعه می‌کند، می‌نویسد و در آن خصوص متخصص شناخته می‌شود. کار تاریخ‌نگاران روایت و پژوهش پیوسته و روشمند رخدادهای گذشتهٔ مربوط به نوع بشر و در ضمن مطالعه همه تاریخ اعصار است. اگر کار فرد در خصوص وقایع رخ‌داده پیش از تاریخ مکتوب باشد او مورخ پیشاتاریخ است. گرچه می‌توان به‌طور یکسان مورخان آماتور و حرفه‌ای را تاریخ‌نگار نامید اما اخیرا برای اشاره به آنها که مدرک تحصیلات تکمیلی در این زمینه دارند استفاده می‌شود. گرچه برخی تاریخ‌نگاران به دلیل آثارشان یا آموزش و تجربه شناخته می‌شوند.